# 111561 Giovanniallevi
111561 Giovanniallevi è un asteroide della fascia principale. Scoperto nel 2002, presenta un'orbita caratterizzata da un semiasse maggiore pari a 2,7837358 UA e da un'eccentricità di 0,0868716, inclinata di 8,82594° rispetto all'eclittica.